# Associació de fidels
Una associació de fidels, abans anomenada pia unió, és, en el si de l'Església Catòlica, un grup de persones, laiques o no, que s'agrupen per a promoure o afavorir una causa espiritual o doctrinal aprovada per l'Església, ja sigui per al seu progrés espritiual o el bé d'altres, o per a consagrar-se a una obra apostòlica o caritativa. La major part dels membres d'aquestes associacions són laics i no emeten cap mena de vot religiós: no són, doncs, instituts de vida consagrada. Pot tenir, tot i que no és imprescindible, una aprovació oficial de les autoritats eclesiàstiques; l'aprovació internacional la dona el Consell Pontifici per als Laics de la Santa Seu. Molts confraries i congregacions tradicionals tenen l'estatut d'associació de fidels.

## Història
Les associacions de fidels remunten els orígens a diversos tipus de comunitats que agrupaven laics amb finalitats pietoses. En l'edat mitjana eren nombroses les confraries o companyies, de penitents, de caritat, de la bona mort, etc., constituïdes sovint en les parròquies per a ajudar-ne els necessitats o prestar-hi algun tipus de servei. Entre les primeres hi ha les confraries dominiques per a la difusió del rosari o les Filles de Maria dels servites. Igualment, poden considerar-se associacions laiques de fidels els tercers ordes d'alguns ordes mendicants, que agrupaven els laics que volien viure compartint el carisma i l'espiritualitat de l'orde.
Amb el temps, l'Església Catòlica anà limitant la participació dels laics en la vida eclesiàstica i no afavorí aquest tipus d'associació laica, especialment al segle xix, on sorgeixen, però, les societats de socors mutu per a ajudar els membres en cas de malaltia o indigència. Al codi de dret canònic de 1917 es reconeixien les pies unions (piae uniones). A partir del Concili Vaticà II (1962-1965), l'Església tornà a donar més importància als laics, que esdevingueren un dels pilars de la vida religiosa.
El reconeixement del paper dels laics en la missió de l'Església es dona a la constitució Gaudium et Spes, que encoratja els seglars a participar-hi activament. El decret Apostolicam Actuositatem donava directrius concretes per a aconseguir aquesta participació. Això va fer que apareguessin un gran nombre de moviments, comunitats i associacions de laics.

## Regulació
El codi de dret canònic de 1983 tracta les associacions de fidels al el títol V (Associacions de fidels de Crist) i al segon llibre (El poble de Déu), als cànons 298-329. Es distingeixen clarament dels instituts de vida consagrada i el cànon 298 dona tres objectius per en crear una: el suport mutu en la cerca de la santedat personal, la promoció del culte públic i d'aspectes doctrinals de l'Església o la consecució d'objectius d'apostolat: iniciatives d'evangelització, religioses o caritatives en el món seglar o la gesió de béns temporals amb perspectiva evangèlica.
S'hi fa una distinció entre:
- associació privada de fidels on els membres, majoritàriament laics, assumeixen objectius o promesses privades; a diferència de les associacions públiques, no poden tenir entre els objectius la transmissió de la doctrina cristiana en nom de l'Església ni promoure el culte públic;
- associació pública de fidels on els membres, que poden ésser laics o religiosos, han fet vots de promesses públiques (diferents als vots religiosos)

El bisbe local pot reconèixer una associació privada de fidels; després pot convertir-se en associació pública si el bisbat comprova que l'associació ha complert els seus objectius primers. Passat un temps, es pot obtenir una aprovació a escala universal, pel Consell Pontifici per als Laics. Els bisbes i la Santa Seu són encarregats de supervisar les accions de les associacions de fidels perquè compleixin la fe i la moral catòliques. De vegades, l'associació de fidels de dret diocesà és un primer pas per a la consecució de l'aprovació d'un institut de vida consagrada.
Algunes associacions laiques de fidels, per les seves particularitats, han acabat convertint-se en tipus específics d'organitzacions.
- la prelatura personal: tipus creat per a encabir l'Opus Dei
- la fundació autònoma de béns espirituals: on s'inclou el Camí Neocatecumenal.